# Seram

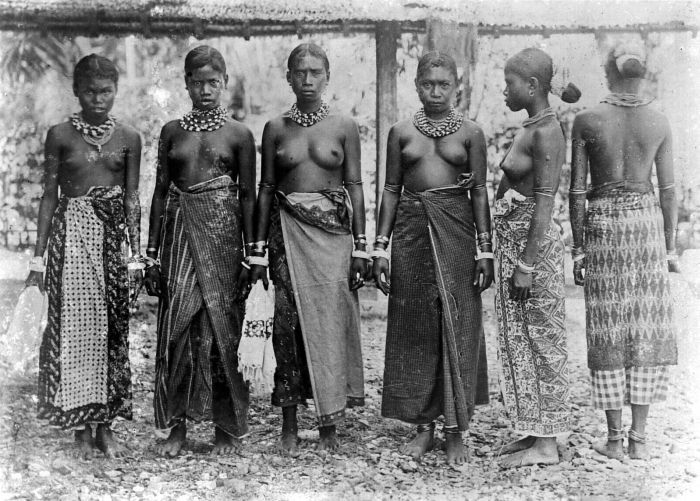
Dones de Ursana, a l'interior de la part occidental de Seram. Principis del segle XX

Seram (en indonesi Pulau Seram), antigament coneguda com a Ceram, és una illa indonèsia de les Moluques.

## Descripció

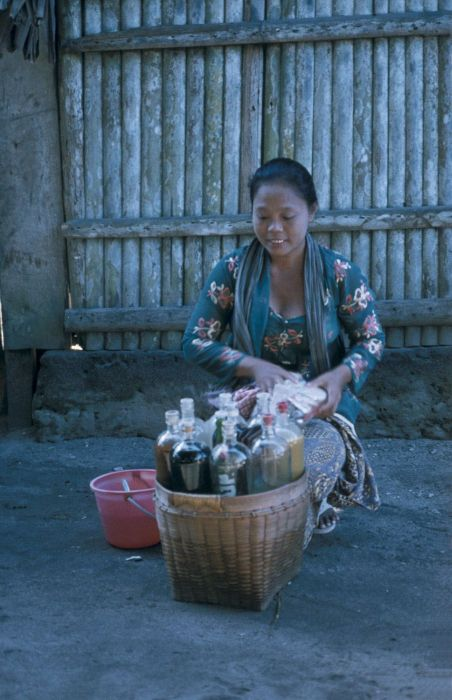
Dona venent medicines al carrer a Tulehu, costa nord.

Amb 17.100 km², és la segona més gran de l'arxipèlag. Està situada entre el mar de Seram al nord i el mar de Banda al sud, prop de les illes de Buru (a l'oest), Ambon (al sud-oest), Misool (al nord-est) i de la península de Bomberai, a Papua Occidental (a l'est). El nucli de població principal és el port de Masohi.
L'illa és travessada per una serralada central que culmina al mont Binaiya (3.019 m), cobert d'una densa selva tropical. Les produccions principals són la copra, la resina, el sago i el peix. Al nord-est, prop de Bula, s'hi explota petroli.
L'illa va estar sota la influència dels governants de Ternate i Tidore durant l'edat contemporània; fou visitada per missioners portuguesos al segle xvi i va passar a ser controlada pels Països Baixos des de mitjan segle xvii.
Com la resta de les illes de l'arxipèlag de les Moluques, Seram pertany a l'àrea de la línia de Wallace, de gran interès científic a causa de la seva rica biodiversitat, a cavall entre el Sud-est asiàtic i Oceania.